# هيروكي ياماموتو
هيروكي ياماموتو (باليابانية: 山本 大貴) (مواليد 15 نوفمبر 1991)، هو لاعب كرة قدم ياباني سابق كان يلعب كمهاجم.

## وصلات خارجية
- هيروكي ياماموتو على موقع رابطة كرة القدم اليابانية للمحترفين (اليابانية)
- هيروكي ياماموتو على موقع قاعدة بيانات كرة القدم.إي يو (الإنجليزية)
- هيروكي ياماموتو على موقع Soccerway.com (الإنجليزية)
- هيروكي ياماموتو على موقع عالم كرة القدم.نت (الإنجليزية)